# 알렉 감보아
알렉 더빈 감보아(Alec Durbin Gamboa, 1997년 1월 17일 ~ )는 미국의 야구 선수이자, 현 KBO 리그 롯데 자이언츠의 투수이다.

## 한국 프로야구 시절

### 롯데 자이언츠시절
2025년 5월 14일에 찰리 반즈 대체할 외국인 투수로 영입되었으며 반즈의 등번호였던 28번, 시즌 도중 상무 입대한 투수  진승현이 단 26번, 2024년 말 두산 이적한 외야수 추재현의 등번호였던 41번을 착용하는 것이 유력했지만 32번을 선택했다.